# 木下義之
木下 義之（きのした よしゆき、1866年9月24日（慶応2年8月16日） - 1923年（大正12年）6月9日）は、日本の政治家、衆議院議員（1期）。

## 経歴
鳥取県出身。鳥取市会議員、同議長、鳥取県会議員、同参事会員、鳥取県農工銀行取締役となる。
1908年の第10回衆議院議員総選挙において鳥取市選挙区から立憲政友会公認で立候補して当選した。1912年の第11回衆議院議員総選挙には出馬しなかった。1923年に死去した。